# Gorawin (herb szlachecki)

Gorawin – polski herb szlachecki.

## Opis herbu
W polu błękitnym ręka zbrojna złota, w łokciu zgięta, trzymająca gałązkę oliwną; w klejnocie trzy pióra strusie. Labry błękitne podbite złotem. Pod tarczą godło: Nescia fallere vita.

## Najwcześniejsze wzmianki
Herb nadany 22 grudnia 1840 r. Bonawenturze Garszyńskiemu, synowi Mateusza, sekretarzowi archiwiście w kancelarii Rady Administracyjnej Królestwa Polskiego i 11 maja 1841 r. Józefowi Garszyńskiemu, synowi Józefa, sędziemu apelacyjnemu, przez Mikołaja I.